# Carne di maiale

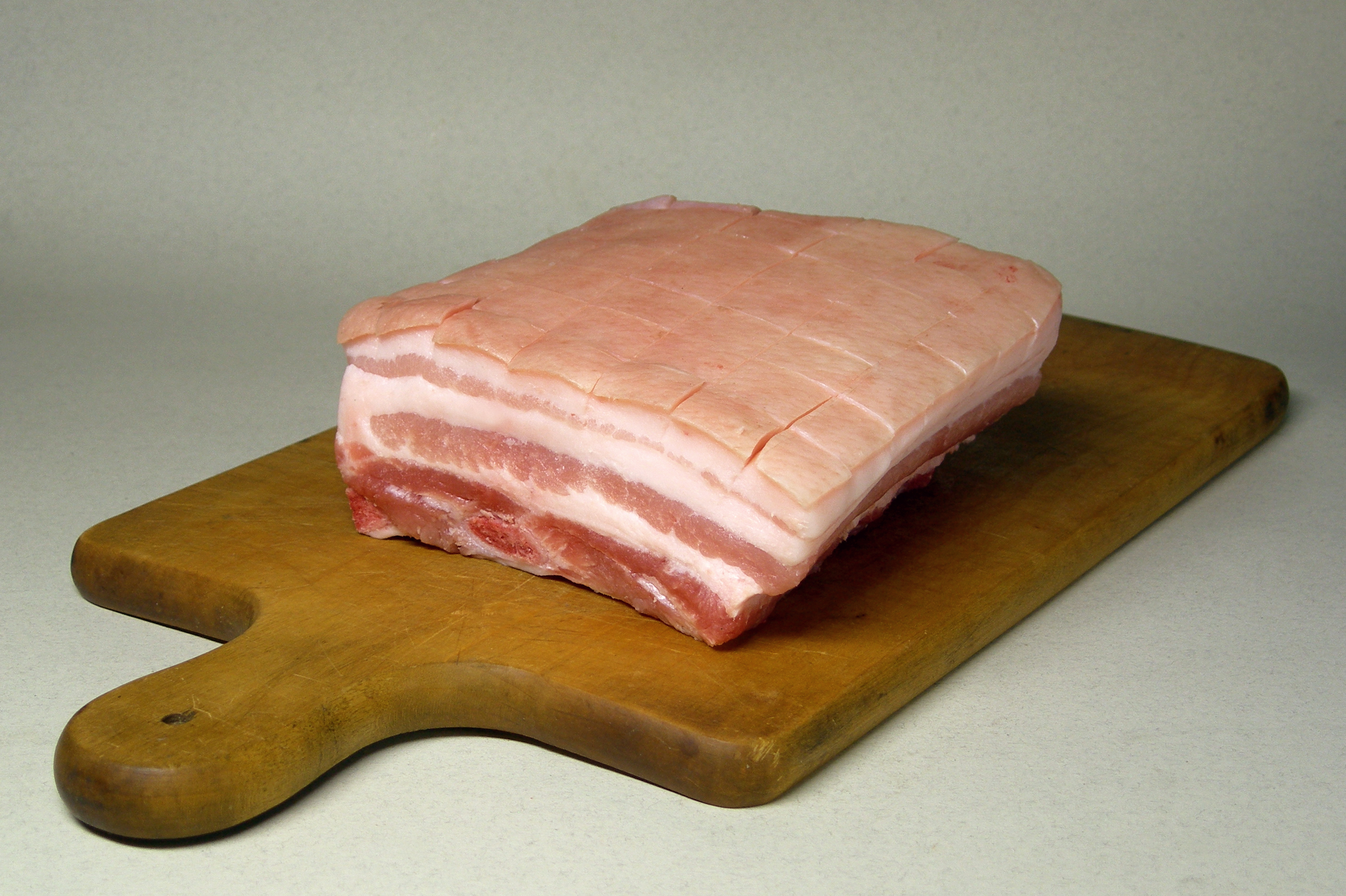
Pancetta di maiale

La carne di maiale (o carne suina) è la carne ricavata dalla macellazione del maiale. Viene consumata fresca oppure sottoposta a salagione o affumicatura per la produzione di salumi.

## Produzione e consumo
La carne di maiale è la più consumata al mondo e rappresenta il 37% del consumo mondiale di carne, precedendo la carne di pollo e il manzo. Il maggior produttore di carne di maiale è la Cina, seguita dall'Unione europea e dagli Stati Uniti. I paesi dove la carne di maiale è maggiormente consumata sono nell'ordine Cina, Stati Uniti, Brasile, Germania e Francia.

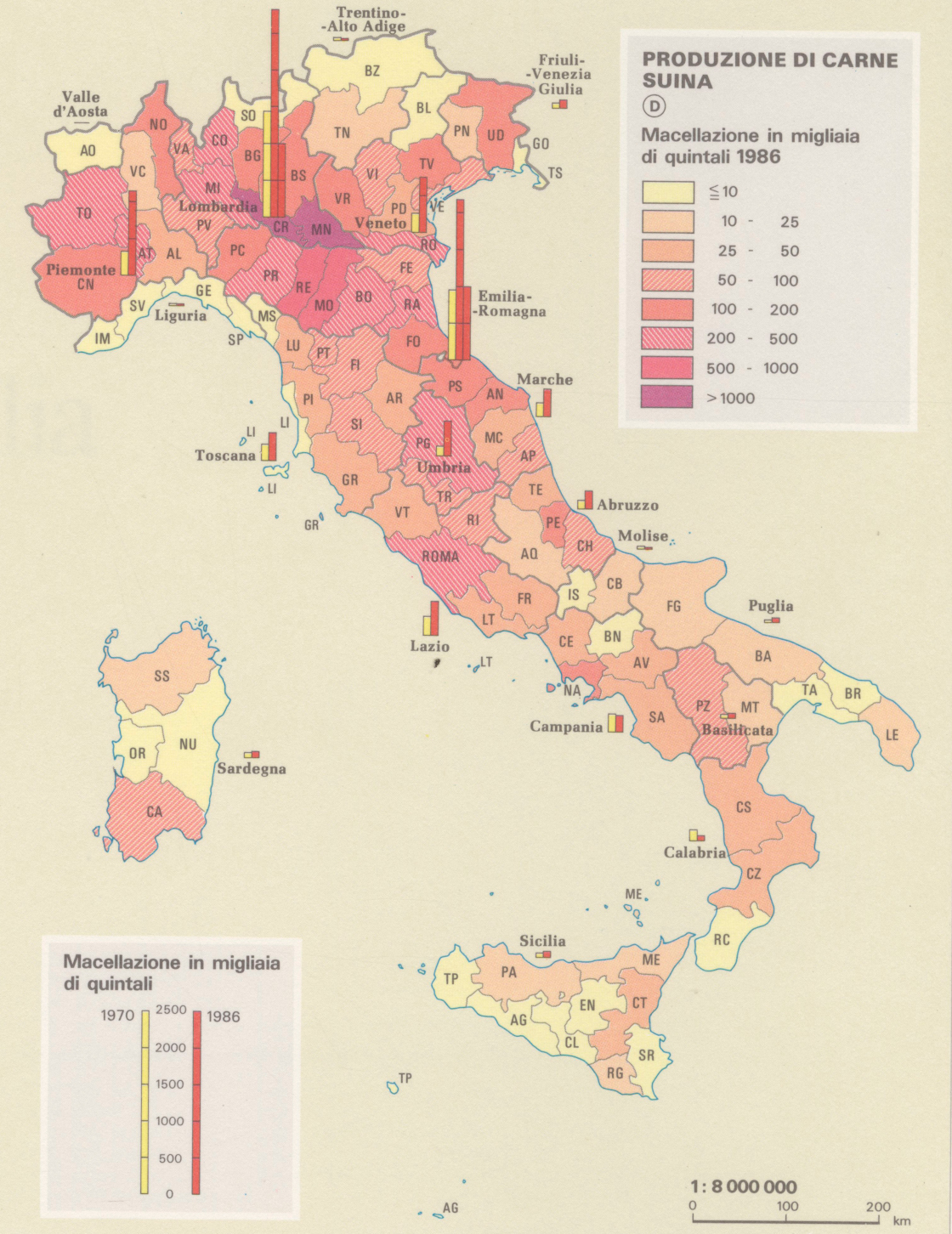
Produzione di carne suina in Italia per provincia nel 1986.

| Nazione                                           | Produzione (tonnellate) |
| ------------------------------------------------- | ----------------------- |
| Cina                                              | 54.037.400              |
| Stati Uniti                                       | 11.942.965              |
| Germania                                          | 5.369.944               |
| Spagna                                            | 4.530.474               |
| Vietnam                                           | 3.816.414               |
| Brasile                                           | 3.787.660               |
| Francia                                           | 2.166.417               |
| Canada                                            | 2.142.283               |
| Polonia                                           | 2.135.800               |
| Filippine                                         | 1.873.063               |
| Danimarca                                         | 1.583.247               |
| Messico                                           | 1.502.521               |
| Italia                                            | 1.470.671               |
| Paesi Bassi                                       | 1.461.345               |
| Corea del Sud                                     | 1.324.718               |
| Giappone                                          | 1.284.225               |
| Belgio                                            | 1.073.121               |
| Birmania                                          | 1.063.087               |
| Thailandia                                        | 999.227                 |
| Fonte: UN Food and Agriculture Organization (FAO) |                         |

## Divieti religiosi
L'islam e l'ebraismo vietano il consumo della carne di maiale, giudicata impura.  

## Caratteristiche
La carne di maiale è considerata la carne rossa, in quanto ha un contenuto di mioglobina ed emoglobina intermedio tra quello delle carni rosse come il manzo e quello delle carni bianche come il pollo.

### Valori nutrizionali
I valori riportati si riferiscono alla carne suina in genere: tagli specifici possono evidenziare valori diversi.
| Tipo di carne | Proteine | Grassi | Carboidrati | Calorie | Vitamina A U.I. | Vitamina B1 mcg | Vitamina B2 mcg | Vitamina C mg | Calcio mg | Fosforo mg | Ferro mg |
| ------------- | -------- | ------ | ----------- | ------- | --------------- | --------------- | --------------- | ------------- | --------- | ---------- | -------- |
| Magra         | 19,91    | 6,81   | 1,1         | 148     | 0               | 490             | 140             | 0             | 8         | 156        | 1,7      |
| Semigrassa    | 17,23    | 22,07  | 0,55        | 274     | 0               | 420             | 120             | 0             | 7         | 156        | 1,4      |
| Grassa        | 14,54    | 37,34  | 0           | 399     | 0               | 340             | 100             | 0             | 6         | 156        | 1,2      |

## Tagli di carne suina
Con tagli di carne suina si intendono i tipi di sezionamento delle carni al quale il maiale viene sottoposto durante il processo di macellazione.

Tagli del suino:
1 - musetto;
2 - orecchio;
3 - guanciale;
4 - capocollo;
5 - carré;
6 - spalla;
7 - piedi anteriori;
8 - pancetta;
9 - lombata;
10 - coscia o cosciotto;
11 - coda;
12 - zampe

I tagli di carne suina sono quindi parti del corpo del maiale che viene sezionato per usi culinari.
- Guanciale, è la guancia del maiale. Parte piuttosto grassa, ma dotata di un grasso più pregiato del lardo o della pancetta, è il componente tipico (tagliato a dadini) della salsa per spaghetti detta amatriciana (e per quella della pasta alla carbonara). Spesso entra come componente del grasso per salami.
- Lardo. Lo strato superiore della schiena del maiale è detto impropriamente lardo. Si tratta di uno strato relativamente sottile costituito dalla cotenna (la cute dell'animale) e da uno strato di grasso puro, talvolta comprendente striature di carne. Salato e stagionato costituisce appunto il lardo, denominazione che a rigore riguarderebbe il taglio in questione solo dopo questo trattamento. Diversamente può essere utilizzato come grasso da frittura dopo essere stato privato della cotenna e fuso, formando un grasso puro chiamato strutto.
- Collo, detta anche "scamerita" o "coppa" o , in centro Italia, "lonza". Parte compresa fra la testa e il lombo. È la parte usata per l'omonimo insaccato (coppa o capocollo), ma può anche essere usata per arrosti o per farne fette da saltare in padella
- Carré: è la parte superiore delle costole dell'animale. Viene chiamato anche "arista". Il suo utilizzo può essere quello di un'ulteriore sezione fra costola e costola, per formarne le cosiddette "braciole", fette di carne contornata dall'osso che può essere cotta alla griglia o in padella come bistecche, diventando così l'equivalente suino della costata di manzo. Diversamente può essere utilizzato in tagli interi (più costole unite ed affiancate) per essere cucinato arrosto o in umido.
- Spalla. Parte superiore della zampa anteriore. Parte di medio pregio, viene spesso usata trattandola con processo analogo a quello cui è sottoposta la coscia per formare il prosciutto cotto, producendo il cotto di spalla, affettato di gusto analogo a quello del prosciutto cotto, ma molto meno pregiato.
- Pancetta. Parte grassa stratificata con forti venature di carne. Può essere utilizzata così com'è per tagliarla a grosse fette da cuocere sulla griglia. Diversamente, dopo un trattamento di salatura, viene arrotolata, insaccata e venduta come affettato. Se sullo strato di pancetta prima dell'arrotolatura viene posto il capocollo opportunamente trattato, si ha la "pancetta coppata". Lasciata invece distesa, tagliata in strisce di opportuna larghezza e salata, forma la pancetta tesa; affumicata forma la pancetta tesa affumicata (quella che in inglese chiamano bacon).
- Lombata. Detta anche "lonza". Parte carnosa utilizzabile per farne fettine da saltare in padella o per cuocerla, in un pezzo unico, come arrosto o brasato.
- Filetto: corrispondente al filetto nel manzo, è la carne più tenera del suino e viene utilizzata per diverse ricette. Talvolta sostituisce appunto il filetto di vitello o manzo perché ugualmente tenero, ma meno costoso.
- Coscia o cosciotto. Parte superiore degli arti posteriori dell'animale. Molto pregiata, può essere utilizzata per arrosti, brasati, fettine o spezzatini. L'utilizzo più importante però è quello della preparazione dei prosciutti, sia crudi che cotti.
- Zampe. Si tratta di carne poco pregiata, data anche la presenza di ossa di piccole dimensioni, ma ogni zampa è il costituente dello zampone di Modena.

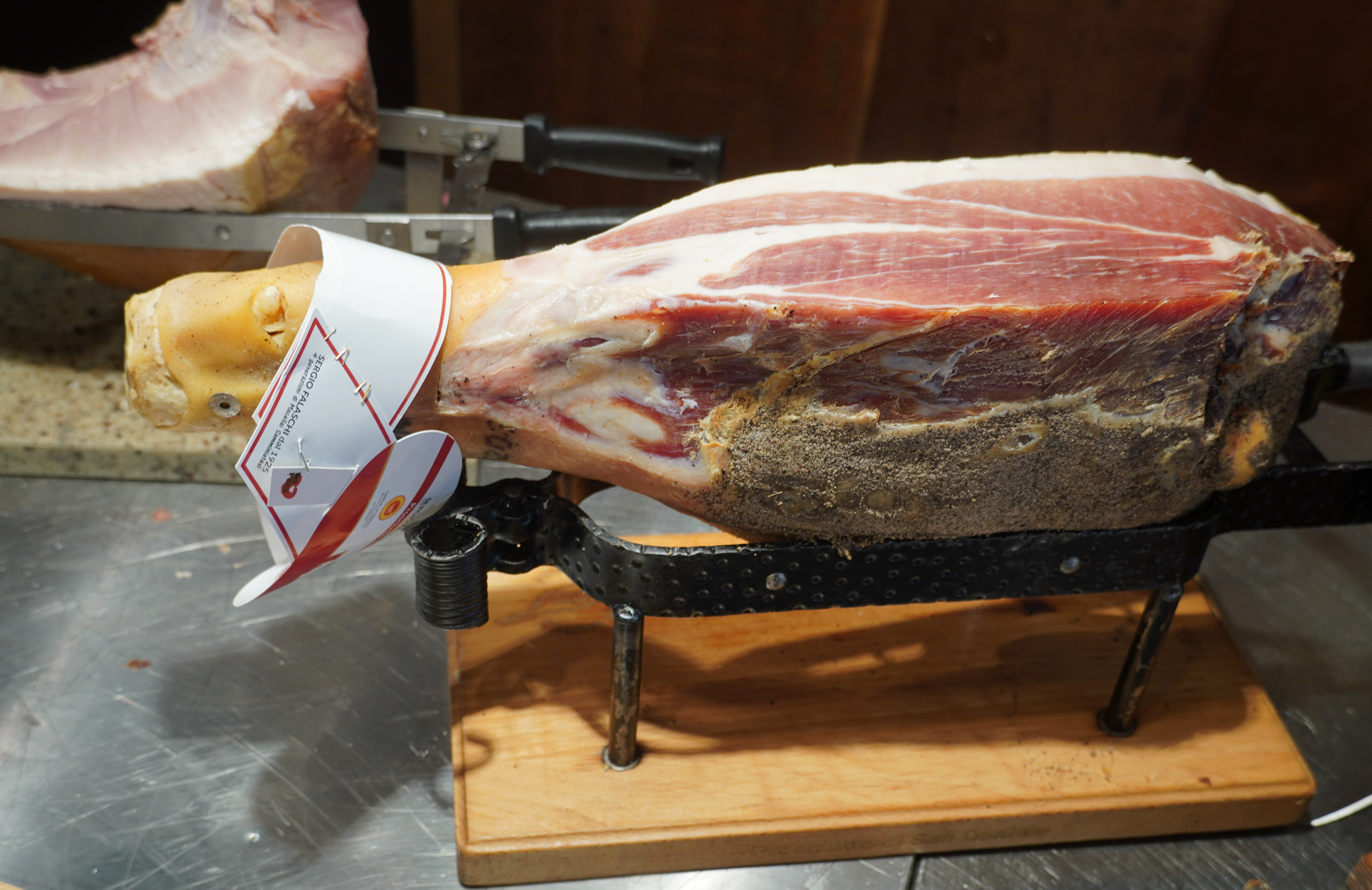
Il Prosciutto San Daniele, prosciutto crudo italiano prodotto a San Daniele del Friuli, in Friuli-Venezia Giulia

## Modalità di consumo

### Carne fresca
La carne fresca può essere cucinata in vari modi: arrostita (alla griglia o nella padella), al forno, fritta (generalmente a cotoletta), in umido. 

### Carni lavorate
La carne di maiale viene lavorata in vari modi per produrre salumi. Può essere sottoposta a salatura (come avviene nella produzione di pancetta e prosciutto), ad affumicatura (come avviene nella produzione del bacon) oppure può essere tritata, impastata ed infilata in un contenitore come avviene nella produzione di insaccati, che possono essere lasciati crudi (come nel caso della salsiccia e del salame) o sottoposti a cottura (come nel caso della mortadella). Gli insaccati crudi vengono sottoposti a stagionatura prima di essere consumati, come nel caso del salame; la salsiccia può essere consumata fresca, previa scrupolosa cottura, oppure stagionata.